# Squat
Squat (også tidligere kaldet benbøj på dansk) er en styrketræningsøvelse der benyttes i sportsgrene hvor funktionel styrke er vigtigt, herunder blandt andet atlektik og kaosboldspil.
Før man begiver sig i gang med at udføre squat er det vigtigt at teknikken er korrekt, ellers kan øvelsen have alvorlige negative konsekvenser.. Squat er en af de tre store multiøvelser. De to andre er dødløft og bænkpres. Det er også de øvelser der konkurreres i inden for kraftsporten styrkeløft. Der findes imidlertid mangle flere multiøvelser, eksempelvis miltary press, bentover rows, dips og chin-ups. Grunden til at squat betegnes en multiøvelse, er at der trænes mange muskelgrupper ad gangen, primært ryg, ben og kropsstammen.

## Muskler i brug
Primære muskler
Gluteus, quadriceps, haserne
Sekundære muskler (synergister/stabilisatorer)
- Erector spinae, transverse abdominus, gluteus medius/minimus, adduktorer, soleus, gastrocnemius[4]

## Verdensrekord
Den 8. oktober 2011, udførte Jonas Rantanen fra Finland en squat med en vægt på 575 kg (1268 lb), hvorved han slog den tidligere rekord af Donnie Thompson (USA) på 573 kg (1265 lb).